# Hr.Ms. Buffel (1868)

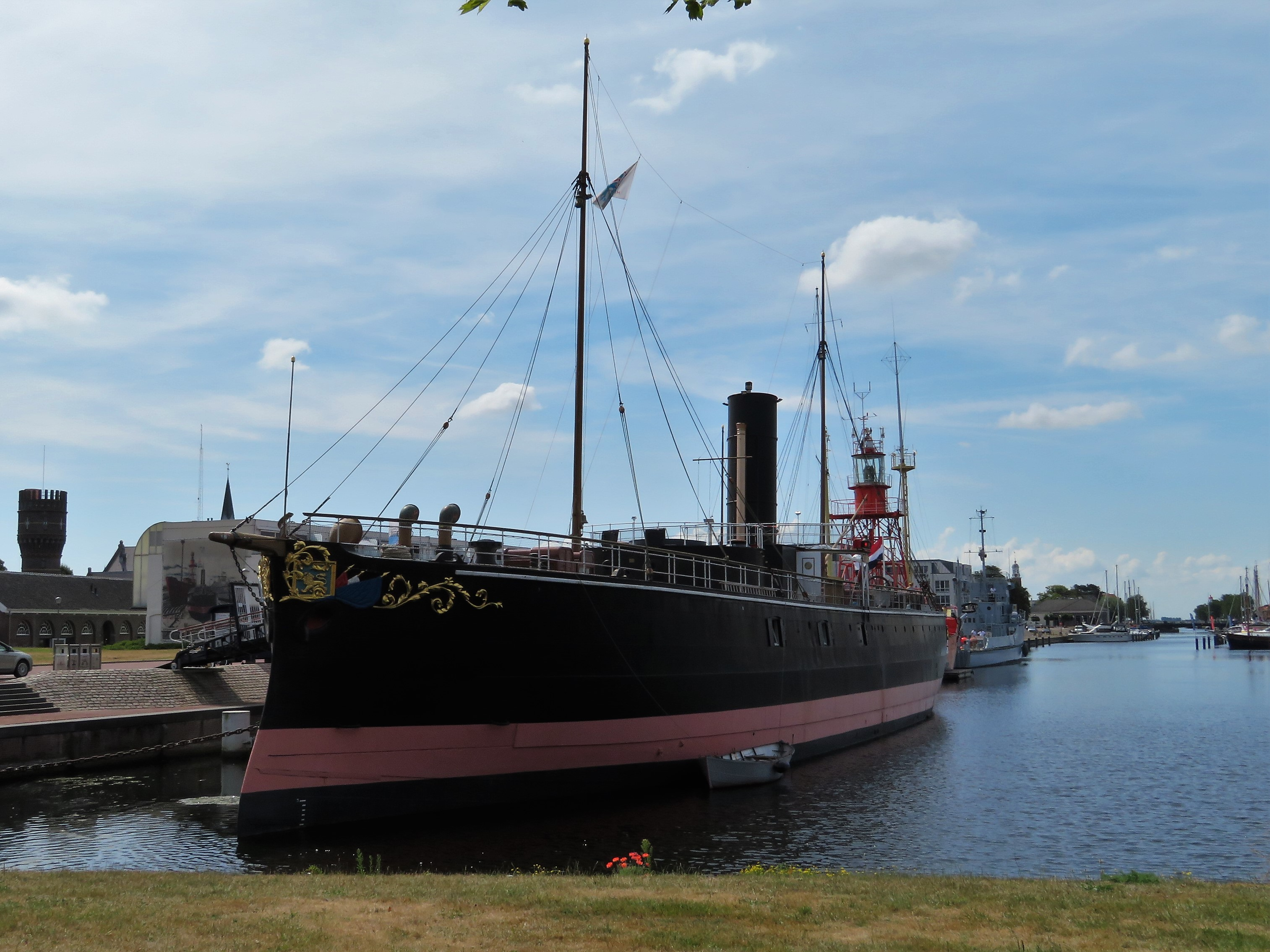
In het Maritiem Kwartier in Hellevoetsluis

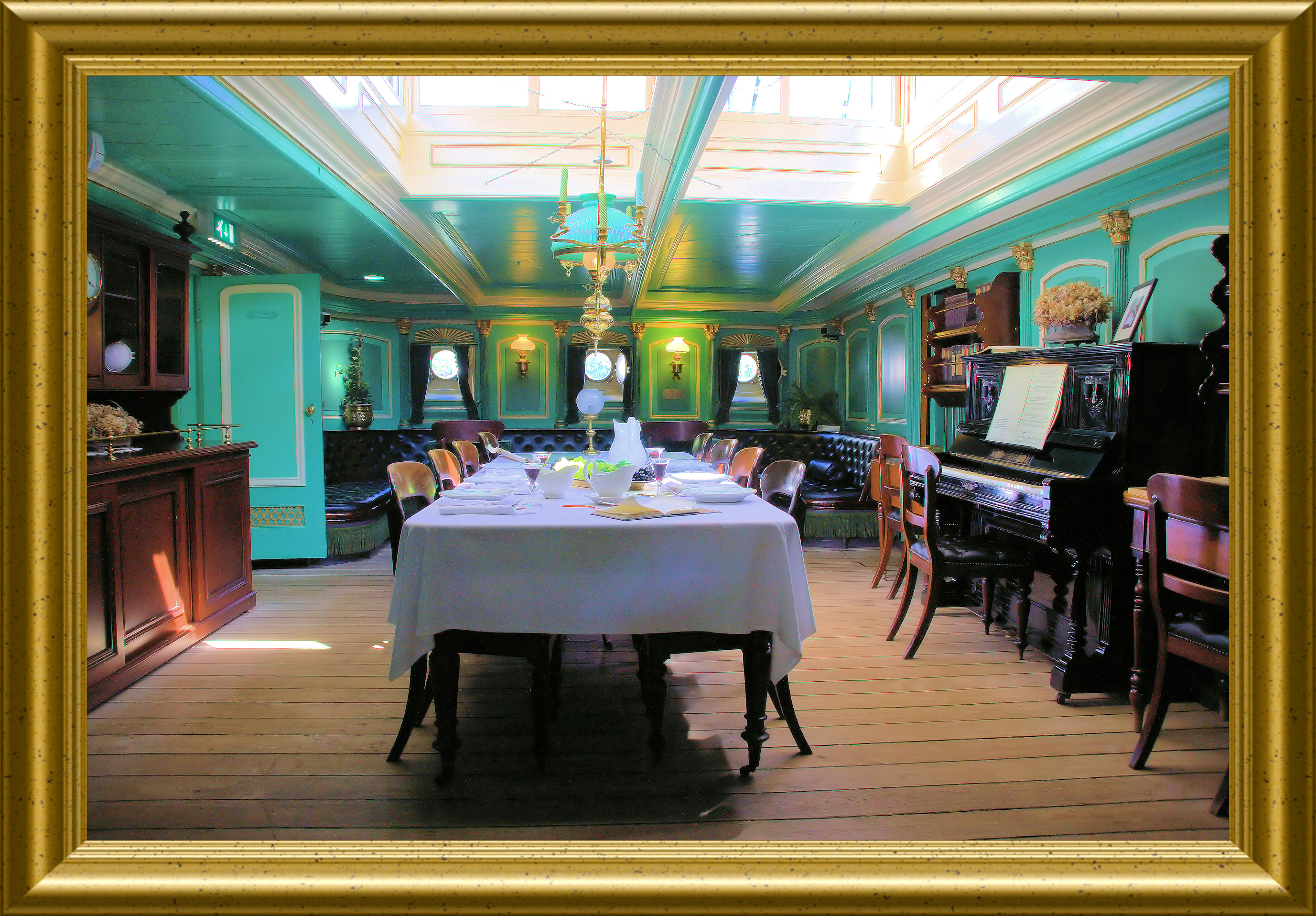
longroom

De Zr.Ms. Buffel, HW 12, A 884, is een pantserschip, dat door de scheepswerf Napier & Sons uit Glasgow werd gebouwd. Op 23 juli 1868 werd het schip onder commando van Kltz. J.A.H. Hugenholtz in dienst genomen. Tussen 1896 en 1972 deed het dienst als logementschip. Als marineschip droeg het het predicaat Zr. Ms. Het is nu een museumschip in Hellevoetsluis.
De Buffel heeft een zusterschip: de Schorpioen. Samen vormden zij na 1868 de kern van de vernieuwde Koninklijke Marine.

## Geschiedenis

### Pantserschip
De Buffel was bedoeld voor de verdediging van de Nederlandse kustwateren. Omdat Nederland zelf over onvoldoende kennis beschikte om pantserschepen te bouwen, vond de bouw plaats in Schotland. Tijdens de bouw van de Buffel werd ervaring opgedaan die voor de bouw van Zr. Ms. Guinea werd gebruikt, later door de Amsterdamse Rijkswerf.

### Logementschip
Na een rustige carrière als pantserschip werd de Buffel omgebouwd, vanaf 1896 deed het schip dienst als logementschip.
Tijdens de Duitse aanval op Nederland in 1940 was de Buffel nog in dienst als logementschip en lag het in de Rijkswerf Willemsoord in Den Helder. Na de val van Nederland werd het schip door de Duitse bezetter naar Amsterdam versleept, om daar als logementschip dienst te doen.
Na de Tweede Wereldoorlog werd het schip intact teruggevonden en als logementschip ingedeeld bij de onderzeedienst in Rotterdam. In 1948 keerde het schip terug naar Amsterdam om te gaan dienen als logementschip bij het Marine Etablissement Amsterdam.

### Museumschip
Een jaar na de uitdienstname van het schip in 1973 werd de Buffel verkocht aan de gemeente Rotterdam. In Rotterdam werd het schip tot museumschip omgebouwd, waarbij de periodes als oorlogsschip en logementschip worden uitgebeeld. Sinds 1979 was het schip te bezichtigen bij het Maritiem Museum Rotterdam, waar het in de Leuvehaven lag.
Vanwege bezuinigingen in Rotterdam werd de Buffel in het najaar van 2013 verplaatst naar Hellevoetsluis. Vanaf 5 oktober 2013 heeft het schip tijdelijk in het Timmerdok van Droogdok Jan Blanken gelegen. De Buffel had eerder ook al, na omgebouwd te zijn tot logementschip, van 28 mei 1896 tot 5 juli 1919 als logementschip in Hellevoetsluis gelegen. De gemeente Rotterdam is eigenaar van het schip, maar het beheer is door Stichting Museumschip de Buffel overgenomen. Vanaf 7 febr. 2015 heeft de Buffel zijn definitieve ligplaats aan de Koningskade in Hellevoetsluis.
De Buffel ligt afgemeerd in Hellevoetsluis in het Maritiem Kwartier. Er liggen daar meer historische schepen, zoals de mijnenveger Bernisse, het lichtschip de Noord-Hinder. Ook is daar het stenen Droogdok Jan Blanken uit 1806 te bezichtigen.